# 日本国憲法第64条
日本国憲法 第64条（にほんこく（にっぽんこく）けんぽう だい64じょう）は、日本国憲法の第4章にある条文で、裁判官弾劾裁判所について規定している。

## 条文
日本国憲法、e-Gov法令検索。

第六十四条
1. 国会は、罷免の訴追を受けた裁判官を裁判するため、両議院の議員で組織する弾劾裁判所を設ける。
2. 弾劾に関する事項は、法律でこれを定める。

## 解説
2項「法律」：国会法、裁判官弾劾法

## 沿革

### 大日本帝国憲法
東京法律研究会 p.12

第五十八條
裁判官ハ法律ニ定メタル資格ヲ具フル者ヲ以テ之ニ任ス
裁判官ハ刑法ノ宣告又ハ懲戒ノ處分ニ由ルノ外其ノ職ヲ免セラルヽコトナシ
懲戒ノ條規ハ法律ヲ以テ之ヲ定ム

### GHQ草案
「GHQ草案」、国立国会図書館「日本国憲法の誕生」。

#### 日本語
第五十八条国会ハ忌避訴訟ノ被告タル司法官ヲ裁判スル為議員中ヨリ弾劾裁判所ヲ構成スヘシ

#### 英語
Article LVIII.The Diet shall constitute from among its members a court of impeachment to try members of the judiciary against whom removal proceedings have been instituted.

### 憲法改正草案要綱
「憲法改正草案要綱」、国立国会図書館「日本国憲法の誕生」。

第五十九国会ハ罷免ノ訴追ヲ受ケタル裁判官ヲ裁判スル為両議院ノ議員ヲ以テ組織スル弾劾裁判所ヲ設クベキモノトシ弾劾ニ関スル事項ハ法律ヲ以テ之ヲ定ムルコト

### 憲法改正草案
「憲法改正草案」、国立国会図書館「日本国憲法の誕生」。

第六十条
国会は、罷免の訴追を受けた裁判官を裁判するため、両議院の議員で組織する弾劾裁判所を設ける。
弾劾に関する事項は、法律でこれを定める。